# Le Vernet (Haute-Loire)
Le Vernet település Franciaországban, Haute-Loire megyében. Lakosainak száma 22 fő (2022. január 1.). Le Vernet Saint-Bérain, Saint-Jean-de-Nay és Saint-Privat-d’Allier községekkel határos.

## Népesség
A település népességének változása:
| Lakosok száma | 79   | 67   | 52   | 37   | 22   | 22   | 24   | 23   | 22   | 22   |
|               | 1968 | 1982 | 1990 | 2006 | 2013 | 2015 | 2017 | 2019 | 2020 | 2022 |